# Plaza Diana (París)
La plaza Diana (en francés, Place Diana) está localizada en  París, situada cerca del puente del Almá (en francés, Pont de l'Alma) que atraviesa el río Sena.

## Historia
La plaza rinde homenaje a Diana de Gales (1961-1997) por voto del Consejo de Paris.
La plaza es desde 1997 uno de los sitios más visitados de la capital francesa.

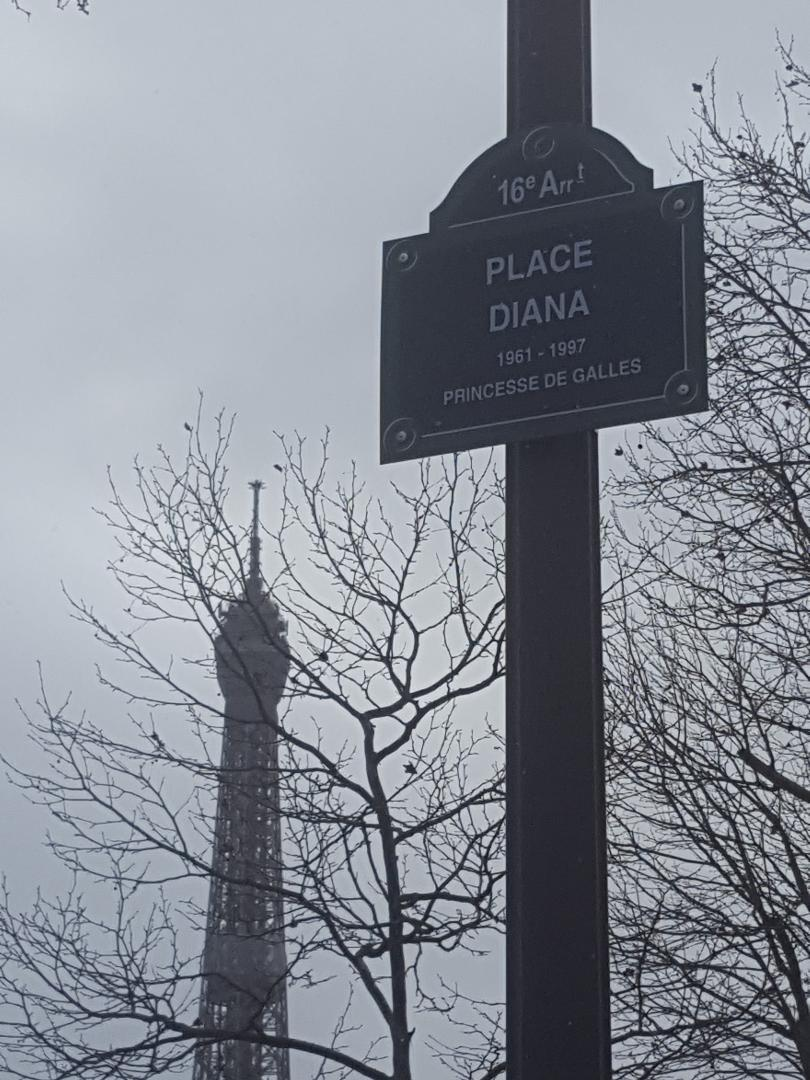
Plaza Diana en la capital francesa.

## Descripción
La plaza Diana es una plaza circular adornada por la Llama de la Libertad.

## Accesos
Es posible acceder a la plaza a través de la línea de metro 9 que tiene una parada en la estación de Alma-Marceau, bien usando alguna de las siguientes vías:
- Place de l'Alma
- Avenida Marceau
- Puente del Almá
- Quai de New York